# Jüdischer Friedhof (Bendorf)

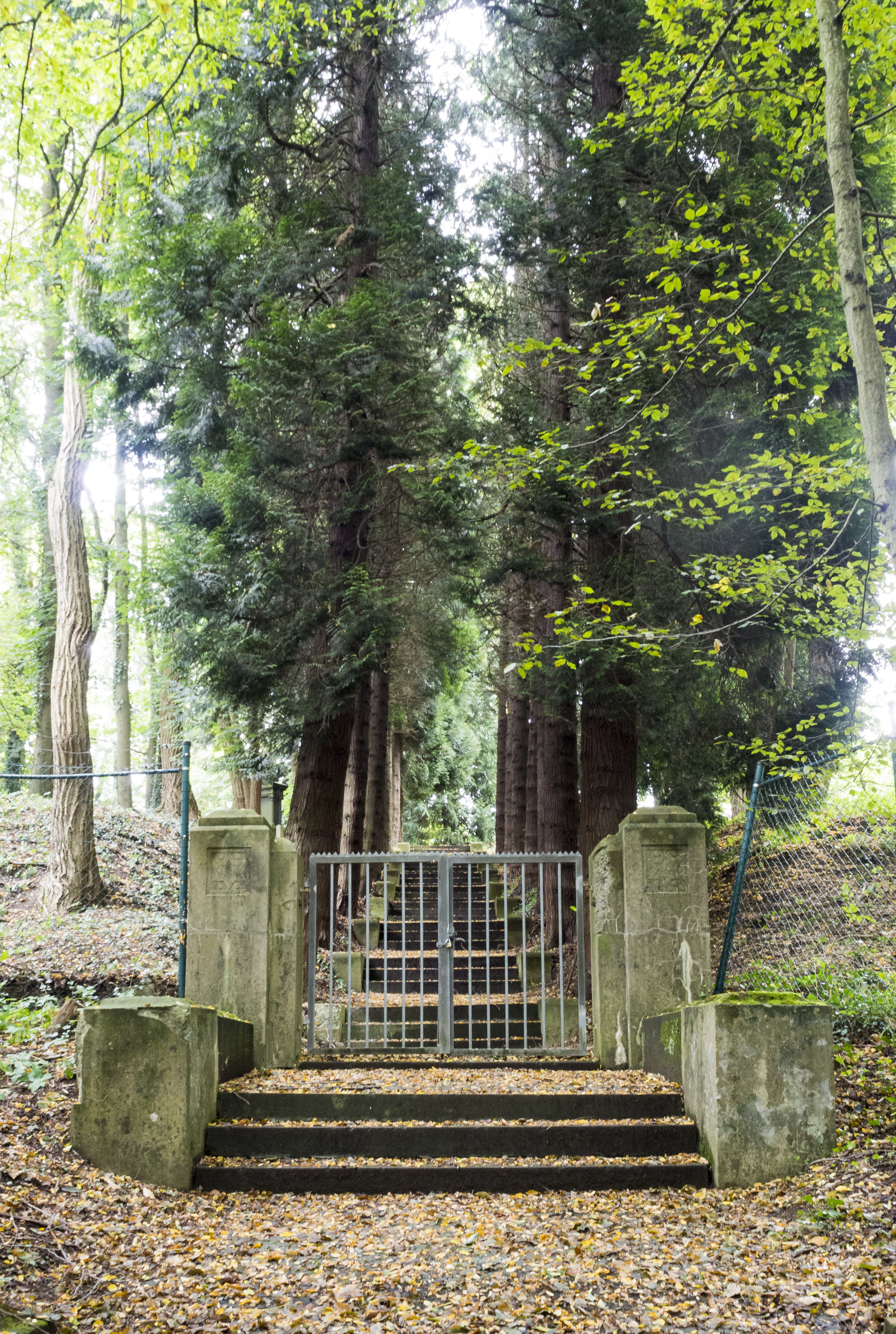
Eingang zum jüdischen Friedhof in Bendorf

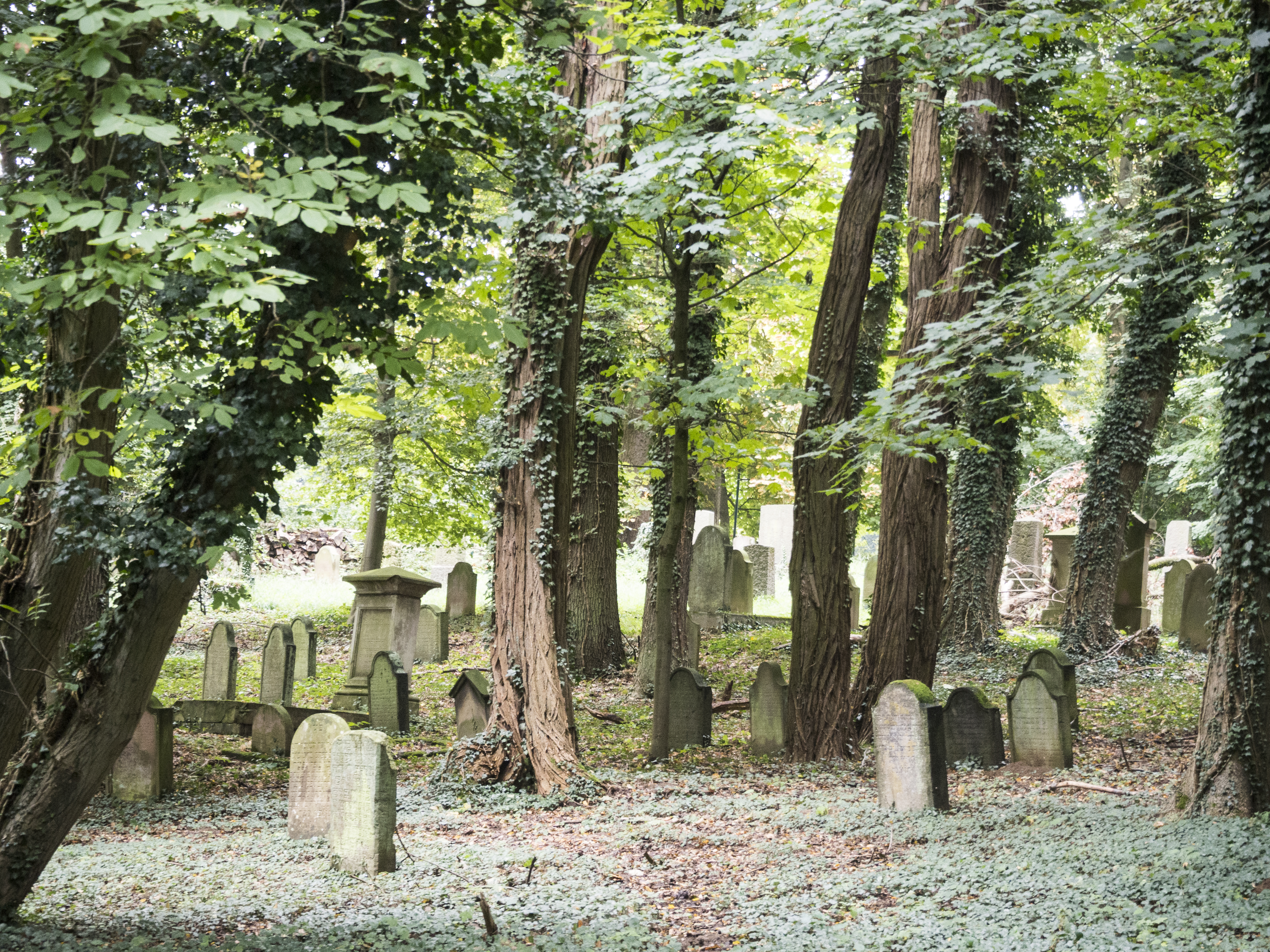
Ansicht des Friedhofs

Der Jüdische Friedhof in Bendorf, einer Stadt im Landkreis Mayen-Koblenz in Rheinland-Pfalz, wurde um 1700 angelegt. Der Friedhof liegt östlich der Stadt im Wenigerbachtal und ist ein geschütztes Kulturdenkmal.
Der Friedhof wurde in der Zeit des Nationalsozialismus und auch 1999 geschändet. 
Auf dem 7032 m² großen Friedhof sind noch 116 Grabsteine erhalten.